# Cutis marmorata telangiectatica congenita
 Mise en garde médicale
Le Cutis marmorata telangiectatica congenita (CMTC) est une affection cutanée rare du nouveau-né, une maladie vasculaire congénitale. Quelque 300 cas ont été publiés. L'éthiopathogénie demeure inconnue. Le CMTC peut aussi être associé au syndrome d'Adams-Oliver. L'aspect histologique de cette malformation capillaire congénitale est non spécifique : augmentation du nombre des capillaires dermiques pouvant atteindre l'hypoderme. Le diagnostic est clinique : l'aspect caractéristique correspond à un réseau vasculaire fait de mailles pourpres, atrophiques par endroits, réalisant des dépressions au niveau du croisement des mailles ; des ulcérations sont possibles. Le cutis marmorata est découvert à la naissance (rarement au cours de premiers mois de vie).